# Bomarea ferreyrae
Bomarea ferreyrae là một loài thực vật có hoa trong họ Alstroemeriaceae. Loài này được Vargas miêu tả khoa học đầu tiên năm 1954.